# Saeima
Saeima (uttal: [sæimaː]) är Lettlands lagstiftande församling, vars majoritet bestämmer regeringens politiska hemvist. Det är en enkammarriksdag som består av 100 ledamöter som utses i ett proportionellt valsystem. Val hålls vart fjärde år, den första lördagen i oktober. En spärr på 5 procent finns för småpartier i parlamentet.
Saeima (lettiskt uttal: [ˈsai.ma]) är parlamentet i Republiken Lettland. Det är ett enkammarparlament som består av 100 ledamöter som väljs genom proportionellt valsystem, med platser som tilldelas politiska partier som får minst 5 % av de rösterna. Val är planerade att hållas en gång vart fjärde år, normalt den första lördagen i oktober. Det senaste valet hölls i oktober 2022.
Lettlands president kan avsätta Saeima och begära förtida val. Förfarandet för att avsätta Saeima innebär en betydande politisk risk för presidenten, inklusive en risk för förlust av det ämbetett. Den 28 maj 2011 beslutade president Valdis Zatlers att inleda upplösningen av Saeima, vilket godkändes i en folkomröstning, och Saeima upplöstes den 23 juli 2011.
Den nuvarande talmannen för Saeima är Daiga Mieriņa från partiet De grönas och böndernas förbund. Det grundläggande dokumentet som reglerar parlamentets arbete är Saeimas ordningsregler (Saeimas kārtības rullis, även arbetsordning), antagen 23 mars 1923 med ändringar 1929 och 1994.

## Historia och etymologi
Saeimas Historia och etymologi för  går tillbaka till till Sejmen i Kungariket Polen, vilket ledde till skapandet av Sejmen (Seimas) i Storfurstendömet Litauen och senare till skapandet av Sejmen i det polsk-litauiska samväldet. Polska Livland, en del av  Polsk-litauiska samväldet, styrdes enligt polskt administrationssätt och introducerades till Sejm-systemet. Warszawa-sejmen 1677 avgjorde att området skulle förbli en del av polska Livland eller Lettgallen, och gav det namn av vojvodskap och hertigdöme, med rätten att namnge tre senatorer: biskopen, vojvoden och kastellanen. Lokala sejmiks bor vid Daugavpils, Ludza, Rēzekne och Viļaka. Vojvodskapet hade sex deputerade till Sejmen, men endast två av dem kom från. De andra fyra var symboliskt namngivna av kungen, för att minnas den förlorade delen av Livland (Svenska Livland). Resten av Lettland tillhörde dock Hertigdömet Kurland och Semigallia, som styrdes av hertigarna och Kurlands lantdag.

## Valet 2014
Valresultat i valet den 4 oktober 2014.
| Parti                                                     | Parti                                     | Röster    | Röster | Röster | Mandatfördelning | Mandatfördelning |  |
| Parti                                                     | Parti                                     | Antal     | %      | +− %   | Antal            | +−               |  |
| --------------------------------------------------------- | ----------------------------------------- | --------- | ------ | ------ | ---------------- | ---------------- |  |
|                                                           | Harmoni                                   | 209 887   | 23,00  | −5,36  | 24               | −7               |  |
|                                                           | Enhet                                     | 199 535   | 21,87  | -3,04  | 23               | +3               |  |
|                                                           | De grönas och böndernas förbund           | 178 210   | 19,53  | +7,31  | 21               | +8               |  |
|                                                           | Nationella alliansen                      | 151 567   | 16,61  | +2,73  | 17               | +3               |  |
|                                                           | För Lettland från hjärtat                 | 62 521    | 6,85   | Ny     | 7                | Ny               |  |
|                                                           | Lettiska regionernas förbund              | 60 812    | 6,66   | Ny     | 8                | Ny               |  |
|                                                           |                                           |           |        |        |                  |                  |  |
|                                                           | Lettlands ryska union                     | 14 390    | 1,58   | +0,80  | 0                | 0                |  |
|                                                           | Vienoti Latvijai                          | 10 788    | 1,18   | Ny     | 0                | 0                |  |
|                                                           | Latvijas attīstībai                       | 8 156     | 0,89   | Ny     | 0                | 0                |  |
|                                                           | Jaunā konservatīvā partija                | 6 389     | 0,70   | Ny     | 0                | Ny               |  |
|                                                           | Brīvība. Brīvs no bailēm, naida un dusmām | 1 735     | 0,19   | -0,03  | 0                | 0                |  |
|                                                           | POLITISKĀ PARTIJA IZAUGSME                | 1 515     | 0,17   | Ny     | 0                | Ny               |  |
|                                                           | SUVERENITĀTE                              | 1 033     | 0,11   | Ny     | 0                | Ny               |  |
| Antal giltiga röster                                      | Antal giltiga röster                      | 906 538   | 100    | —      | 100              | —                |  |
| Ogiltiga/blanka röster                                    | Ogiltiga/blanka röster                    | 6 953     | —      | —      |                  |                  |  |
| Totalt antal röster och valdeltagande                     | Totalt antal röster och valdeltagande     | 913 491   | 58,85  | -0,64  |                  |                  |  |
| Totalt antal röstberättigade                              | Totalt antal röstberättigade              | 1 552 235 |        |        |                  |                  |  |
| Källa: Centrālā vēlēšanu komisija, sidåtkomst 13 maj 2017 |                                           |           |        |        |                  |                  |  |

## Senaste valet
Följande mandatfördelning gäller efter valet i oktober 2022:
Sammanställning av 2022 års valresultat
|       | Parti                                                                    | Ideologi                         | Röster                  | %       | Förändring sedan 2019 | Platser | Förändring sedan 2019 |
|       | parti1=Enhet\|votes1=173425\|seats1=26\|sc1=+18                          | Liberalism                       | 190 632                 | 31,2 %  | +2,3 %                | 37      | +3                    |
|       | parti2=De grönas och böndernas förbund\|votes2=113676\|seats2=16\|sc2=+5 | Grön ideologi, Värdekonservatism | 97 966                  | 16,1 %  | -1,7 %                | 17      | -2                    |
|       | party4=Nationella alliansen\|votes4=84939\|seats4=13\|sc4=0              | Regionalism                      | 84 939                  | 13,3 %  | +8,9 %                | 14      | +14                   |
|       | parti5=För stabilitet!\|votes5=62168\|seats5=11\|sc5=Nytt                | Populism, Rysk minoritetspolitik | 56 584                  | 9,3 %   | -0,5 %                | 11      | Nytt                  |
|       | parti6=Lettland först\|votes6=57033\|seats6=9\|sc6=Nytt                  | Högerpopulism                    | 50 118                  | 8,2 %   | -3,2 %                | 9       | Nytt                  |
|       | parti7=De progressiva\|votes7=56327\|seats7=10\|sc7=+10                  | Demokratisk socialism            | 14 605                  | 2,4 %   | +2,3 %                | 10      | ±10                   |
|       | party9=Harmoni\|votes9=43943\|seats9=0\|sc9=–23                          | Socialdemokrati                  | 5 886                   | 1,0 %   | -0,8 %                | 0       | ±0                    |
|       | Oberoende kandidater                                                     | -                                | 5 888                   | 1,0 %   | -                     | 0       | -                     |
| Total | Total                                                                    | Total                            | 613 801 (2019: 565 028) | 100,0 % | —                     | 100     | —                     |